# 에르제베트 전망대

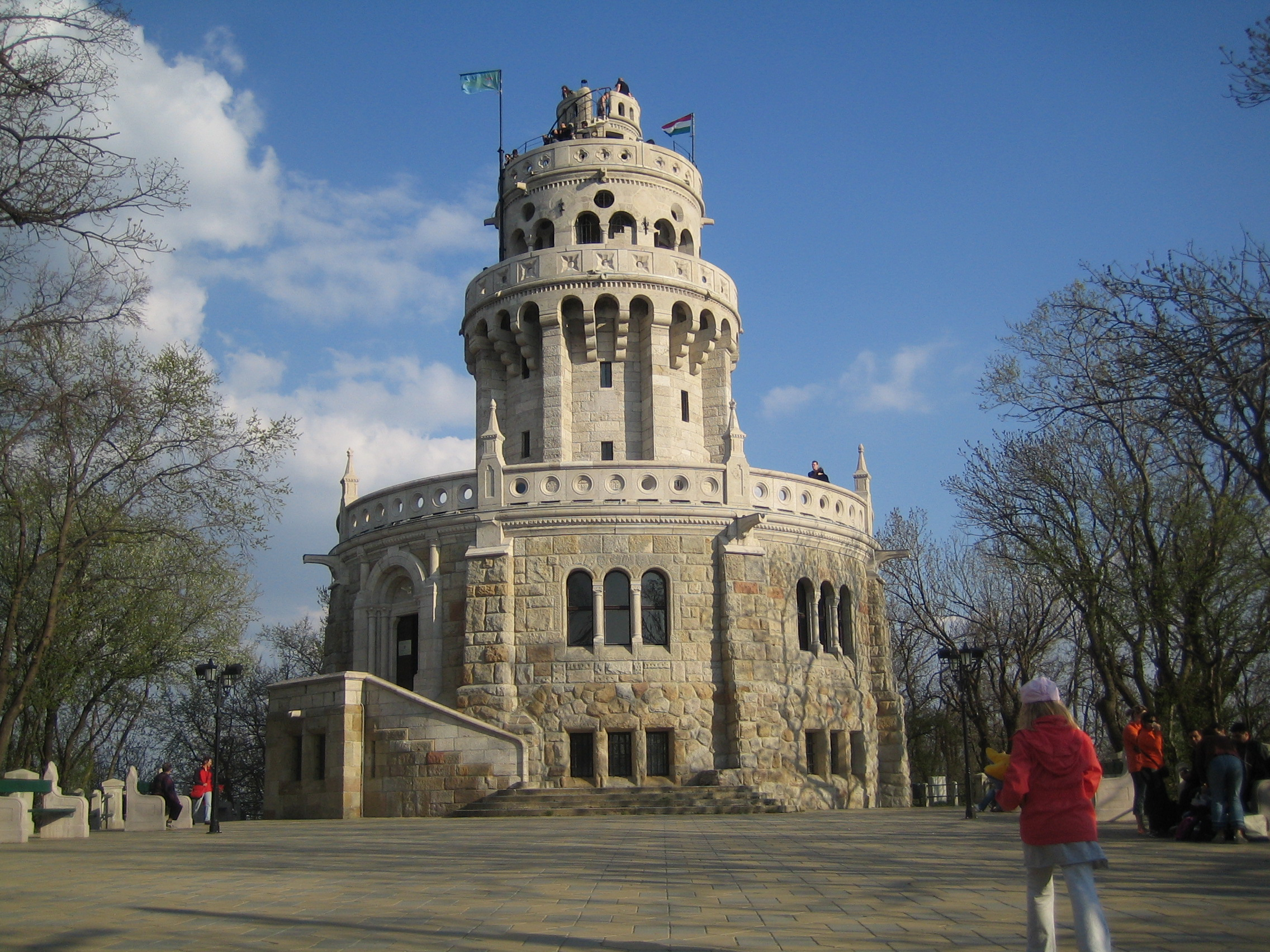
에르제베트 전망대

에르제베트 전망대(헝가리어: Erzsébet-kilátó)는 헝가리 부다페스트 야노시 언덕에 있는 전망대다. 1911년에 지어진 이 탑은 프란츠 요제프 1세 황제의 아내인 에르제베트 황후의 이름을 따서 명명되었다. 건축가는 슐레크 프리제스다. 이 탑은 부다페스트 제12구 근처에 있으며, 셀 칼만 광장에서 갈 수 있다. 처음에는 낮은 나무 받침대가 있었지만, 철거되었다. 그 후, 프레데릭 글룩이 돌탑을 세우는 아이디어를 떠올렸고, 그 후 그는 이 프로젝트를 위한 투자자를 모으기 시작했다. 부다페스트는 1907년에 이 프로젝트를 승인했고 슐레크 프레데릭이 탑을 짓는 위임을 받았다. 건설은 1908년에 시작되었다. 이 탑은 하라슈티 석회암으로 지어졌다. 이 전망대는 1882년 이 산을 방문한 에르제베트 황후의 이름을 따서 명명되었다.